# MG 08/15
Das leichte MG 08/15 war ein leichtes deutsches Maschinengewehr des Ersten Weltkriegs. Es entstand 1915 als Weiterentwicklung des schweren MGs 08. Die Redewendung „nullachtfünfzehn“ geht auf das MG 08/15 zurück.

## Geschichte
Das Maschinengewehr 08 wurde nach seinem Einführungsjahr 1908 benannt. Es war wassergekühlt und auf einer höhenverstellbaren Lafette montiert. Zu Beginn des Ersten Weltkrieges besaß Deutschland 4.919 Stück MG 08. Die Waffe war zu schwer, um der eigenen Infanterie zu Fuß zu folgen. Strukturell befanden sich die meisten MG bei den eigens gebildeten MG-Kompanien der Infanterieverbände. Weiterentwicklungen erschienen notwendig.

### Kaiserliches Heer

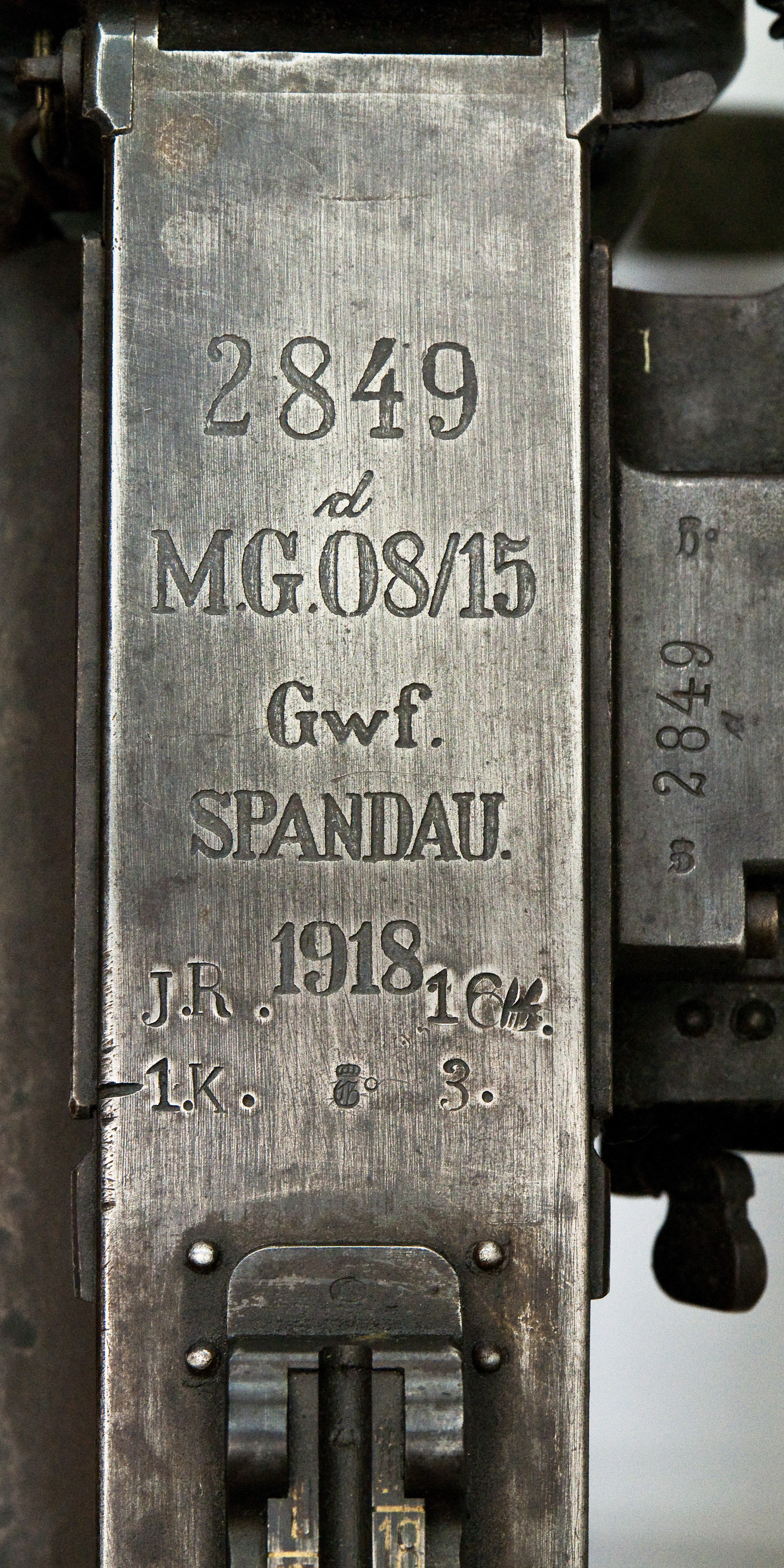
Gravur auf einer 08/15-Waffe aus der Gewehrfabrik (Gwf.) Spandau

Ab dem Jahr 1915 wurde auf Basis des MG 08 die Variante 08/15 entwickelt. Ab Sommer 1917 wurde die als leichtes MG 08/15 bezeichnete Waffe an die Truppe ausgegeben. Durch die Modifikationen sollte das aufwändige und langsame Nachführen der MG-Truppen bei Sturmangriffen vermieden werden. Die neue Variante sollte direkt während des Angriffs in den vorderen Reihen einsetzbar sein. Außerdem musste das Maschinengewehr der Infanterie auch abgesessen folgen können. Zu viele Infanterieangriffe scheiterten wegen mangelnder Maschinengewehrunterstützung, bzw. zu viele Maschinengewehre gingen verloren, weil sie nicht rechtzeitig abgebaut werden konnten. Daher wurde das Maschinengewehr nun als leichtes Maschinengewehr mit Zweibein und Schulterstütze ausgeführt. Davon erhielt jede (Schützen-)Kompanie zunächst zwei, später vier. Anfang 1918 wurde die Zahl sogar auf sechs erhöht. Zum Transport der MG 08/15 und der zugehörigen Munition wurden den (Schützen-)Kompanien je zwei Feldwagen zugeteilt.
Trotz der Bezeichnung leichtes MG 08/15 war das 08/15 in ungeladenem Zustand vergleichsweise schwer. Das MG selbst, ohne Wasserfüllung, wog 15 kg. Die Wasserfüllung betrug 2,8 Liter. Hinzu kamen 1,94 kg für Dampfschlauch, Gurt und Bezug. Ohne Schießgestell wog das MG damit 19,74 kg, mit Gabelstütze 20,84 kg und mit Luftziel-Dreibein aus Stahl 28,74 kg. Ein voller Patronenkasten wog 9,5 kg. Die britischen und französischen leichten Maschinengewehre, z. B. das Lewis-Maschinengewehr und das Hotchkiss M1909 mit jeweils ca. 13 kg ungeladen, wogen deutlich weniger. Das 08/15 war daher für Sturmangriffe nur bedingt geeignet. Sturm- und Stoßtruppen wurden deshalb vorrangig mit erbeuteten Maschinengewehren ausgestattet.
Zum Transport des MG 08/15 wurde zuerst ein Handwagen benutzt, später jedoch, nachdem der Wagen sich nicht bewährt hatte, ein Schlitten (eine Holzwanne mit Eisenkufen, auf dem das MG festgeschnallt wurde). Mit dem Schlitten konnte das geladene Maschinengewehr mitsamt Munitions- und Wasserkästen von einem einzelnen Soldaten über jedes Terrain schnell bewegt werden. Das Kriegsgeschehen, das sich zu dieser Zeit bereits zum Graben- und Stellungskrieg gewandelt hatte, führte dazu, dass das 08/15 hauptsächlich Verteidigungsaufgaben übernahm. Hierbei hatte es den Vorteil einer höheren Ladekapazität durch den 250-Schuss-Gurtkasten und der längeren Beschussfähigkeit durch die Wasserkühlung (die 2,8 Liter reichten für maximal 2.000 Schuss). Vorerst erhielten Eliteregimenter die modifizierte Waffe. Im weiteren Verlauf des Krieges wurden jedoch auch größere Truppenteile mit diesem Typ ausgerüstet. Das 08/15 wurde mit fast 130.000 produzierten Exemplaren die meistverbreitete deutsche Maschinenwaffe des Ersten Weltkrieges.

### Reichswehr
Gemäß Versailler Vertrag waren der Reichswehr nur 1.926 (+4 % Reserve) Maschinengewehre aller Typen genehmigt. Allerdings existierte im Jahr 1927 ein geheimer Bestand von ca. 12.000 Maschinengewehren.
Die leichten Maschinengewehre 08/15 bzw. 08/18 wurden in den Schützenkompanien (1.–3. Kompanie jedes Bataillons) verwendet.
Hier wurden jedem der drei Schützenzüge je zwei leichte Maschinengewehre zugewiesen, so dass jeder Zug zwei Maschinengewehrgruppen (zu je 1 Unteroffizier, 4 MG-Schützen, 1 Zielfernrohrschütze und 2 Gewehrschützen) und zwei bis drei Schützengruppen (zu je 1 Unteroffizier und 7 Gewehrschützen) hatte. Eine Schützenkompanie hatte so insgesamt sechs leichte Maschinengewehre. Diese wurden auf den Gefechtswagen mitgeführt, auf Handwagen gezogen oder von den Bedienungen getragen. Je zwei (leere) Handwagen wurden bei Märschen hinten an einen der drei Gefechtswagen angehängt. Jägerkompanien hatten anstelle der sechs Handwagen insgesamt sechs Tragtiere mit je einem Tragtierführer.
Um 1930 wurden die Schützenzüge auf drei starke, sog. Einheitsgruppen umgegliedert, die aus je einem Schützentrupp (1 Unteroffizier und 7 Schützen (Stärke einer früheren Schützengruppe)) sowie einem leichten Maschinengewehrtrupp (1 Unteroffizier und 4 MG-Schützen, mit einem leichten MG) bestand. Damit stieg die Anzahl der leichten Maschinengewehre in der Schützen-Kompanie auf neun.
Der Kavallerie waren gemäß Versailler Vertrag keine leichten Maschinengewehre erlaubt. Man behalf sich hier mit „von der Infanterie entliehenen“ MG 08/15 und MG 08/18. Jeder Reiterzug führte ein MG auf einem Tragtier mit.
Eigene leichte Maschinengewehre erhielt die Kavallerie erst 1931 mit dem neuen MG 13.

### Wehrmacht
Nachdem die Nationalsozialisten im Deutschen Reich an die Regierung gelangt waren, begannen sie eine massive Aufrüstung. Dabei ignorierten sie die Einschränkungen durch den Friedensvertrag von Versailles. Im Jahr 1935 wurde die bisherige Reichswehr in Wehrmacht umbenannt. Ein Jahr später wurden die MG 08 und MG 08/15, beginnend bei den aktiven Infanteriedivisionen, durch das MG 34 abgelöst. Die MG 08/15, MG 08/18 und MG 08 sowie ihre Maschinengewehrwagen und -handwagen wurden an die im Mobilmachungsfall mit Reservisten aufzufüllenden Reserve- bzw. Landwehr-Infanterie-Divisionen abgegeben. Vereinzelt waren die Waffen bis 1941 an der Ostfront im Einsatz.

## Weiterentwicklungen

### MG 08/18
Gegen Ende des Ersten Weltkrieges wurde das MG 08/15 zu dem leichteren luftgekühlten MG 08/18 weiterentwickelt. Dieses Modell war mit seinen 16 kg inkl. Zweibein leicht genug für Sturmangriffe, aber wegen seiner späten Einführung 1918 diente es hauptsächlich nur noch zur Absicherung des deutschen Rückzugs.

### lMG 08 und 08/15

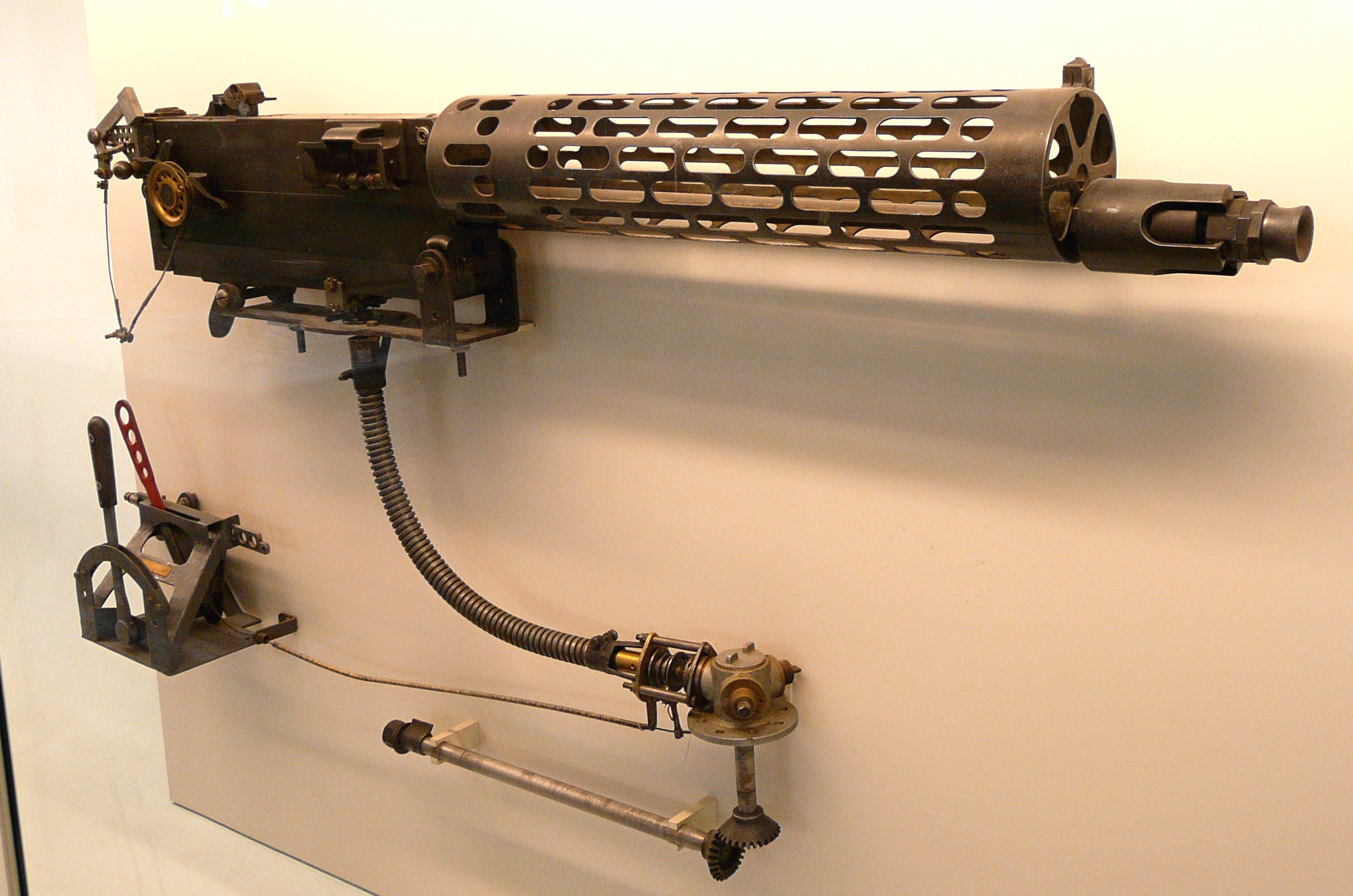
Das lMG 08 mit Unterbrechergetriebe zur Synchronisation mit dem Propeller bei Jagdflugzeugen. Erkennbar die Einhandbedienung zum Fertigladen.

Speziell für Jagdflugzeuge wurden die luftgekühlten lMG 08 und lMG 08/15 entwickelt.

### Zielübungskamera

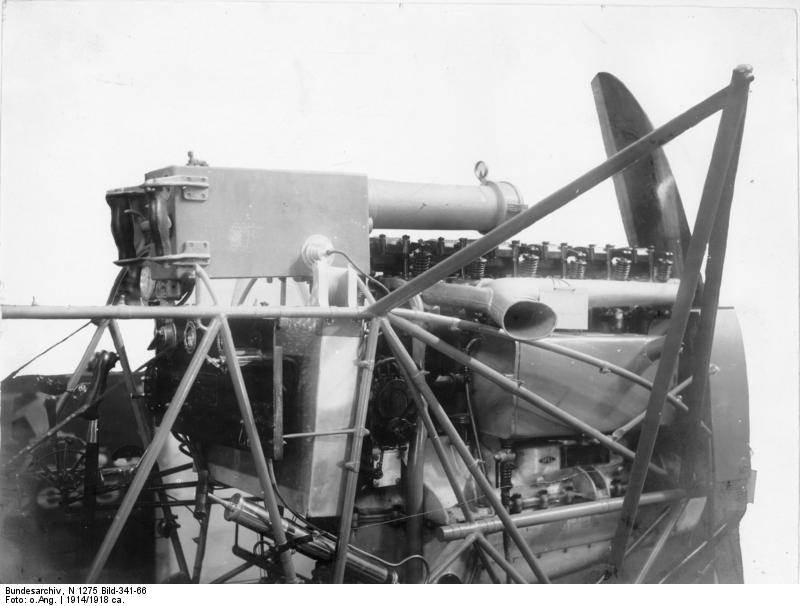
Maschinengewehrkamera

Die Firma Ernemann in Dresden fertigte neben anderen Herstellern nach dem Entwurf des Filmpioniers Oskar Messter eine Art Filmkamera, die in der Lage war, 600 Aufnahmen pro Minute zu machen. Die äußere Form war dem MG 08/15 nachempfunden. Alle Handgriffe und Bedienelemente und das Gewicht waren identisch, ebenso die Visiereinrichtung. Nur dass statt Schüssen Einzelaufnahmen beim Betätigen des Abzugs entstanden. In den Munitionstaschen befanden sich die Filmstreifen. Eingesetzt wurde das Gerät in der Fliegerausbildung und diente für Zielübungen auf feindliche Flugzeuge. In einem Projektionsraum wurde der Filmstreifen mit einem anfliegenden Flugzeug gezeigt, der Pilot betätigte den Abzug, und anhand der Aufnahmen konnte die Zielgenauigkeit festgestellt werden.

## Bilder zur Entwicklung

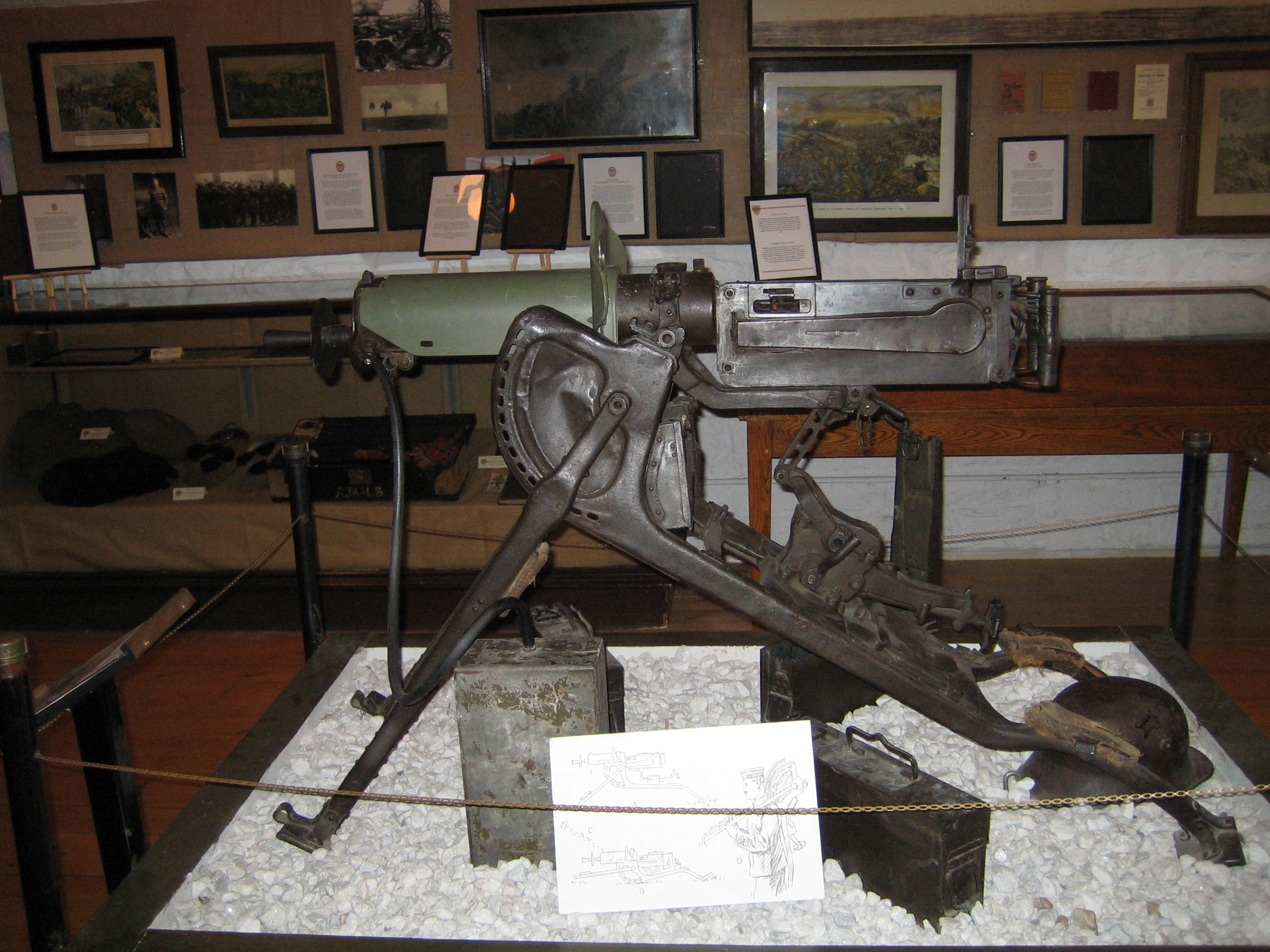
Schweres MG 08 auf Schlitten (mit Schutz für Zylinder und Schild)
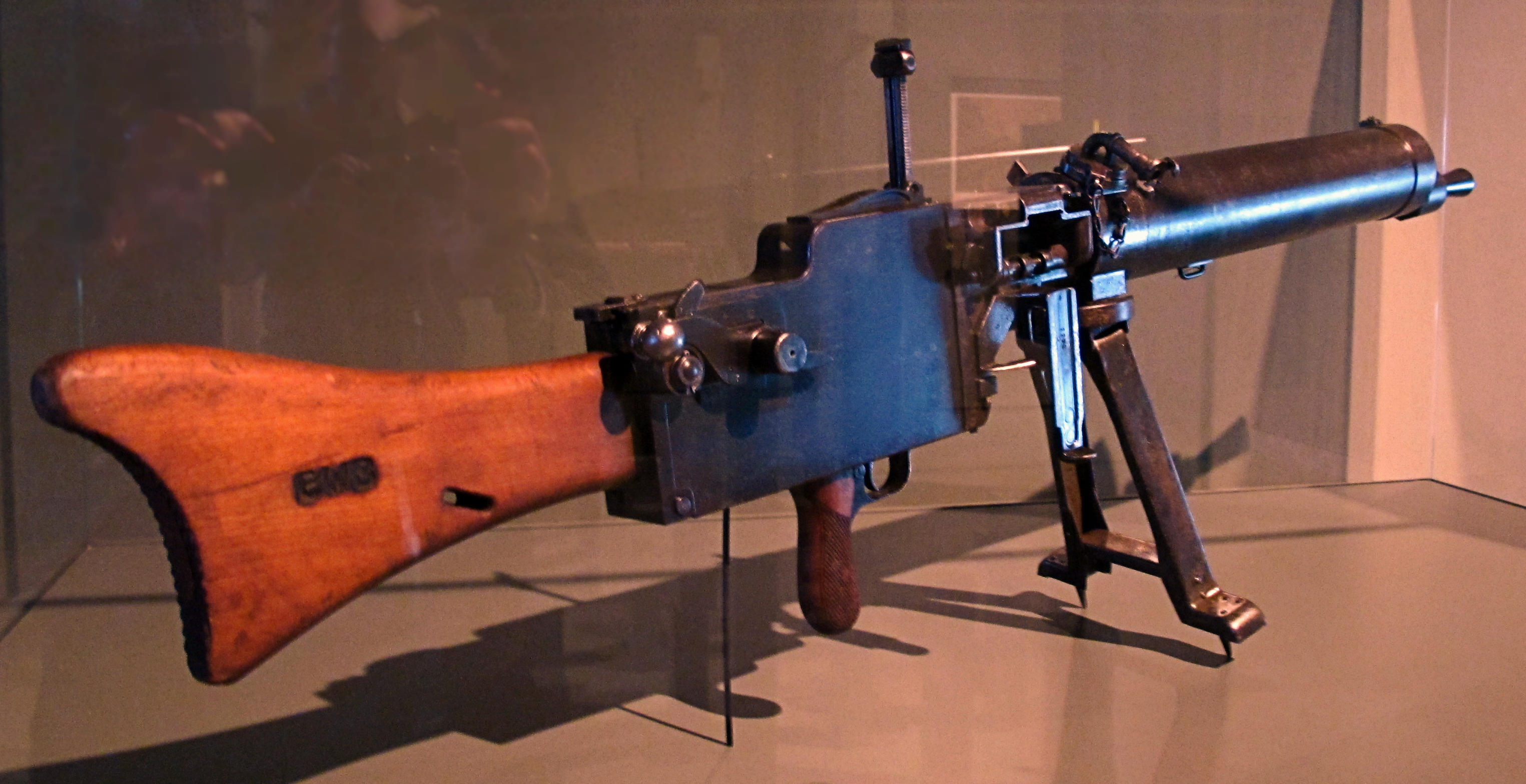
Leichtes MG 08/15 mit Schulterstütze, Lauf ist wassergekühlt
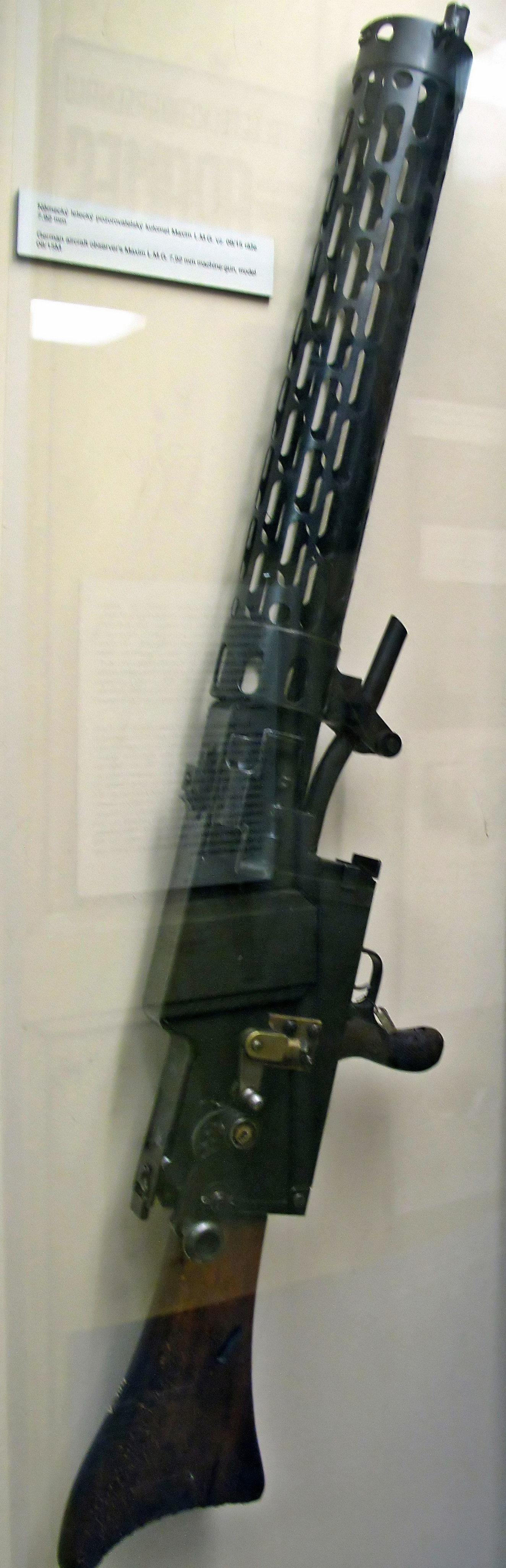
Leichtes MG 08/15, der Lauf ist luftgekühlt

## Technik
Die maßgeblichen Neuerungen gegenüber dem MG 08 waren:
- Ersatz der sehr schweren Lafetten durch ein Zweibein am Wassermantelansatz.
- Anstatt des doppelten Spatengriffs mit Abzugsplatte kam ein Pistolengriff mit entsprechendem Abzug und einer Schulterstütze zum Einsatz.
- Durch Verwendung eines entsprechenden Kastenhalters konnte der Patronenkasten 16 verwendet werden. Durch diese Gurttrommel konnte das MG geladen getragen werden, ohne durch den herunterhängenden Gurt behindert zu werden.
- Die Kühlwassermenge wurde von 4 auf 2,8 Liter gesenkt, das Mitführen eines separaten Wassertanks war nicht mehr notwendig.

Zur Vereinfachung des Füllens der Munitionsgurte wurde der Gurtfüller 16 verwendet, der an einem Tisch oder im Gefecht „am besten“ am Hinterrad des Maschinengewehrwagens angeschraubt werden konnte.
| Modell | Konstruktionsjahr | Munitionszuführung         | Kühlung | Kühlwasser | Zieloptik                    | Gesamtlänge | Gewicht                             | Zusatz                           |
| ------ | ----------------- | -------------------------- | ------- | ---------- | ---------------------------- | ----------- | ----------------------------------- | -------------------------------- |
| 08     | 1888–1908         | 250 Patronen im Leinengurt | Wasser  | 4 Liter    | Zielfernrohr ZF12 400–2000 m | 1190 mm     | 23 kg mit Kühlwasser                | Schlitten, 37 kg / Dreifuß 31 kg |
| 08/15  | 1915              | 100 Patronen im Leinengurt | Wasser  | 2,8 Liter  | Keine                        | 1390 mm     | 19,5 kg inkl. Kühlwasser & Zweibein | Gabelstütze (Zweibein): 1,2 kg   |
| 08/18  | 1918              | 100 Patronen im Leinengurt | Luft    | -          | Keine                        | 1390 mm     | 16 kg inkl. Zweibein                | Gabelstütze (Zweibein): 1,2 kg   |

Die Einzelteile des MG 08/15 wurden bei mehreren Unternehmen gefertigt. Die damit einhergehende Vereinheitlichung der Herstellungsprozesse war mit ein Grund für die Einrichtung des Königlichen Fabrikationsbüros, eines Vorläufers des Normenausschusses der deutschen Industrie. Allerdings wurden im MG 08/15 keine nach DIN 1 genormten Kegelstifte verbaut.

## Bilder

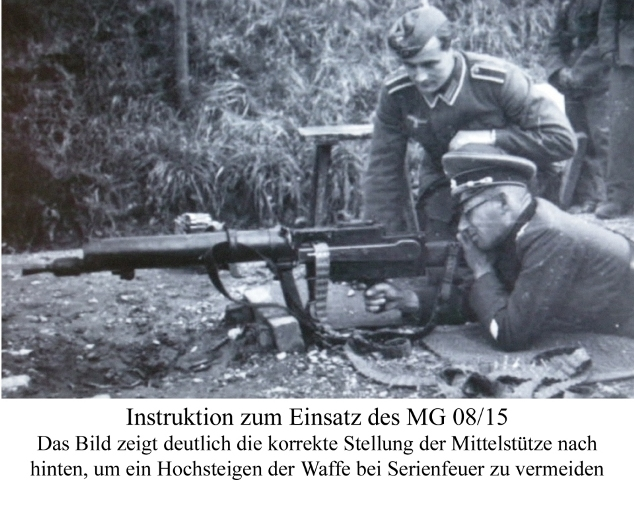
MG 08/15, korrekte Stellung der Mittelstütze
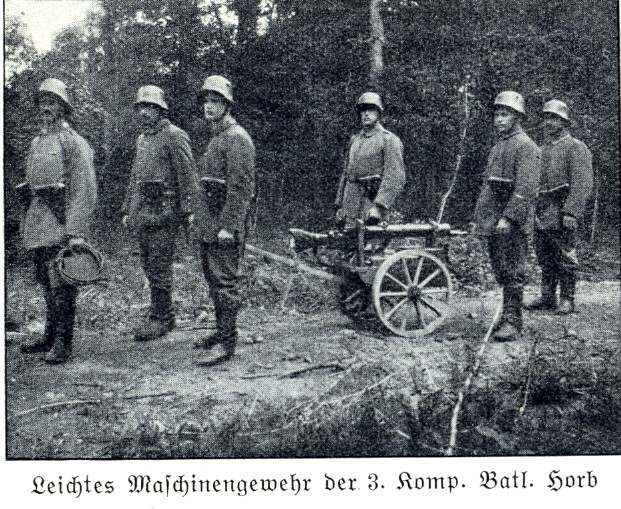
Leichtes MG 08/15 beim Transport
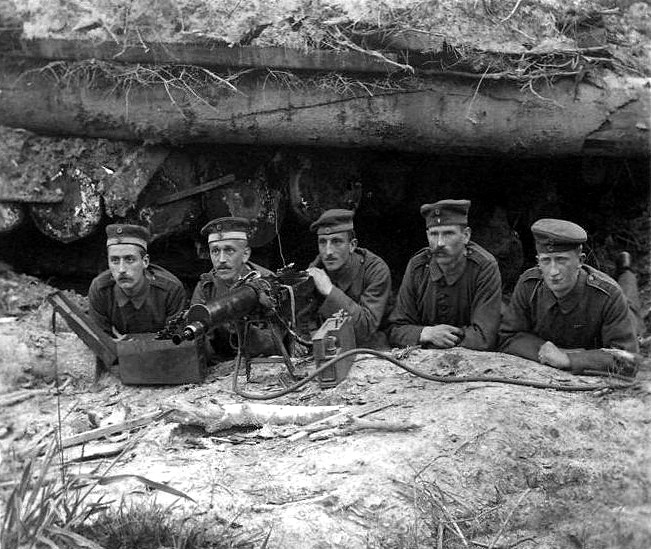
Maschinengewehrnest an der Front

## Ausstellungsstücke
Maschinengewehre der Reihe 08 sind im Deutschen Historischen Museum Berlin, im Waffenmuseum Suhl, im Militärhistorischen Museum zu Dresden und in zahlreichen zur Besichtigung freigegebenen Festungen und Museen Frankreichs – wie z. B. dem Mémorial de Verdun, der Citadelle de Verdun, im Musée de l’artillerie in Draguignan, im Musée de l’air et de l’espace am Flughafen Le Bourget bei Paris, im Panzermuseum Munster und im Festungsmuseum Reuenthal ausgestellt.